# Na rozkaz krále
Na rozkaz krále je knížka Ljuby Štíplové s ilustracemi Jiřího Svobody z roku 1989 označovaná jako první český gamebook. Pohyb hráče mezi stránkami knihy je dán hodem kostkou nebo vlastním úsudkem. Pod technickým scénářem je podepsaný Miloš Štípl.
Knihu hned v roce 1989 Jiřina a Zdeněk Pokorní převedli do textové počítačové hry pro Sinclair ZX Spectrum. Další podobné hry vznikly v roce 1989 pro Atari, v roce 1990, 1991 a 1994.
V roce 2023 vyšlo druhé vydání knihy v nakladatelství Orbis litera. Vydání předcházela úspěšná kampaň na Donio. Iniciátor vydání Tomáš Janků složitě vyhledával majitele autorských práv, dědice původních autorů.

## Příběh
Mladý rytíř dostane úkol od svého krále vypátrat, co se děje na hradě rytíře Romualda. Zprávy naznačují, že se na hradě razí falešné mince a tajemně tam mizí lidé. Rytíř se vydává na cestu a má možnost se poradit s ježibabou v Bludném hvozdu, s astrologem, s krčmářem nebo se zkusit probít do hradu na vlastní pěst. Nakonec se dovnitř dostává s partou kejklířů, kteří se sami na hradě snaží nenápadně pátrat, protože jedna z nich je Margareta, dcera bývalého pána hradu Albrechta. Po Albrechtově smrti se hradu zmocnil jeho bývalý správce Romualdo, který se chystal Margaretu jako malé dítě zabít, chůva s ní však uprchla a po té, co vyrostla, jí předala vzkaz o otcově bohatství.
Rytíř na hradě pátrá po starých obrazech, v patách má Romualdovy zbrojnoše. Pokud se mu pátrání vydaří, Romualda zajme a osvobodí zajatce, které Romualdovi zbrojnoši unášeli a zotročovali v tajném stříbrném dole v podzemí hradu a v mincovně. Nakonec dostane od krále jako odměnu důl, který dobyl, a svolení ke sňatku s Margaretou.
(Gamebook je vytvořen tak, že u obrazů, po kterých hrdina pátrá, jsou sluneční hodiny a jistý výpočet s využitím časů spatřených na hodinách udává, na jaký obrázek má čtenář/hráč nalistovat, aby pokračoval ve hře.)

## Přehled vydání
- Praha, Panorama, 1989
- Brno, Orbis litera, 2023